# François Gantheret
François Gantheret, född 27 november 1934 i Dijon i Côte-d'Or, död 25 december 2018 i Paris, var en fransk psykoanalytiker och författare. Han var professor i psykopatologi vid Université Paris-Diderot.
Gantheret var medlem av Association psychanalytique de France och en av redaktörerna för Nouvelle Revue de psychanalyse.